# Лиепиньш, Арвис
Арвис Лиепиньш (латыш. Arvis Liepiņš; 18 марта 1990 года, Рига) — латвийский лыжник, участник Олимпийских игр в Сочи.

## Карьера
В Кубке мира Лиепиньш дебютировал 25 января 2009 года, всего стартовал в 15-ти гонках в рамках Кубка мира, но не поднимался в них выше 58-го места и кубковых очков не завоёвывал.
На Олимпийских играх 2014 года в Сочи занял 61-е место в спринте, 73-е место в гонке на 15 км классическим стилем, 66-е место в скиатлоне и 59-е место в масс-старте на 50 км.
За свою карьеру принимал участие в трёх чемпионатах мира, лучший результат 69-е место в гонке на 15 км классическим стилем на чемпионате мира 2009 года.
После окончания олимпийского сезона Лиепиньш перешёл биатлон. В начале 2015 года он с 4 промахами выиграл спринт в рамках чемпионата Латвии. Этот результат позволил ему отправиться на международные соревнования.